# Jembrana punctipennis
Jembrana punctipennis är en insektsart som beskrevs av Kato 1933. Jembrana punctipennis ingår i släktet Jembrana och familjen spottstritar. Inga underarter finns listade i Catalogue of Life.